# Vittorio Dan Segre
Vittorio Dan Segre, noto anche come Dan Avni (all'anagrafe Vittorio Segre; Rivoli, 4 dicembre 1922 – Torino, 27 settembre 2014), è stato un diplomatico, scrittore e giornalista israeliano di origine italiana.

## Biografia
Nato da un'abbiente famiglia ebraica piemontese (lo zio era l'industriale Guido Segre), nel 1939, dopo l'avvento delle leggi razziali, emigra in Palestina, dove cambia il nome anagrafico italiano da Vittorio Segre a Dan Avni.
Nel 1944 torna in Italia come corrispondente di guerra al seguito della Brigata Ebraica.
Nel 1948 assiste e partecipa alla fondazione dello Stato di Israele, addestrando fra l'altro un reparto di paracadutisti (di cui faceva parte il giovane Joseph Agassi).
Diventa in seguito attaché all'ambasciata israeliana a Parigi, cominciando così una carriera che lo condurrà a diventare ambasciatore di Israele in Madagascar e poi delegato diplomatico per l'Africa occidentale.
Collabora negli anni con Le Figaro (con lo pseudonimo René Bauduc, omaggio al cognome della moglie Rosetta Bauducco), La Nazione (con lo pseudonimo Giacomo Sorgi) e il Corriere della Sera (con lo pseudonimo R.A.Segre, sempre in omaggio alla moglie, e al proprio cognome israeliano).
Nel 1974 è fra i fondatori e finanziatori del Giornale di Indro Montanelli, a cui ha collaborato fino all'ultimo giorno.
Dal 1969 si dedica alla carriera accademica insegnando a Oxford, Stanford, al MIT di Boston, alla Bocconi e alle Statali di Torino e Milano e dal 1989 è professore emerito di Pensiero politico ebraico a Haifa.
Autore di saggi come Il poligono mediorientale (1994) e Le metamorfosi di Israele (2006), è noto però soprattutto per la sua autobiografia, Storia di un ebreo fortunato (del 1985, seguita poi dagli ancora autobiografici Il bottone di Molotov, del 2004, e Storia dell'ebreo che voleva essere eroe, del 2014), e per la non-fiction La guerra privata del tenente Guillet (1993).
Nel 1998 ha fondato, presso l'Università della Svizzera Italiana di Lugano, l'Istituto Studi Mediterranei, di cui è stato presidente fino alla morte.
Nel 2007 l'Archivio Ebraico Terracini di Torino ha acquisito il suo ricco epistolario (con alcuni vincoli temporali), creando così il "Fondo Vittorio Dan & Rosetta Segre"; fra i corrispondenti spiccano i nomi di Golda Meir e Ben Gurion, René Girard, Adin Steinsaltz, Isaiah Berlin, Ralph Dahrendorf, Indro Montanelli, Colette Rosselli, Mario Missiroli, Alfio Russo, Enzo Biagi, nonché Yogananda.

## Opere
- Israele e i suoi problemi, Edizioni di Comunità 1962
- Israele: una società in evoluzione, Rizzoli 1973
- Israele e il sionismo: dall'autoemancipazione all'autocolonizzazione, Editoriale Nuova 1979
- Storia di un ebreo fortunato, Bompiani 1985
- La guerra privata del tenente Guillet: la Resistenza italiana in Eritrea durante la seconda guerra mondiale, Corbaccio 1993
- Il poligono mediorientale: fine della questione arabo-israeliana?, Il Mulino 1994
- Il bottone di Molotov : storia di un diplomatico mancato, Corbaccio 2004
- Le metamorfosi di Israele, UTET 2006
- Frammenti, Carabba 2013
- Storia dell'ebreo che voleva essere eroe, Bollati Boringhieri 2014